# Álvaro Cervera
Álvaro Cervera Díaz (Santa Isabel, 20 september 1965) is een in Equatoriaal-Guinea geboren Spaans voetbalcoach en voormalig voetballer.

## Interlandcarrière
Cervera maakte op 4 september 1991 zijn interlanddebuut voor Spanje: in een vriendschappelijke interland tegen Uruguay (2-1-winst) viel hij in de 77e minuut in voor Ion Andoni Goikoetxea. Ook tegen Frankrijk (1-2-verlies) en Engeland (1-0-winst) viel hij in. Pas in zijn vierde en laatste interland kreeg hij een basisplaats: in de WK-kwalificatiewedstrijd tegen Letland (0-0) liet bondscoach Javier Clemente hem starten.